# HSV Insel Usedom
Der HSV Insel Usedom e. V. ist ein deutscher Handballverein auf der Insel Usedom. Er entstand im April 2006 nach der Insolvenz des HSV Blau Weiß Insel Usedom. Die Sparte Handball des SV Ückeritz schloss sich dem neuen Verein an. Der Verein ist mit 18 Handballmannschaften im laufenden Spielbetrieb vertreten.

## Männermannschaft
Aushängeschild des Vereins ist die erste Männermannschaft. Das Grundgerüst des Kaders ist aus der eigenen Nachwuchsarbeit hervorgegangen.
Wirtschaftlicher Träger der ersten Männermannschaft, die von 2010 bis 2013 in der 3. Liga spielte,  ist die HSV Insel Usedom Marketing GmbH & Co. KG. Nach dem Abstieg aus der 3. Liga in der Saison 2012/13 spielte das Team 2013/14 in der Oberliga Ostsee-Spree; als Meister der Saison 2014/15 stieg die Mannschaft in die 3. Liga auf. Nach nur einer Saison kehrte Usedom in die Oberliga zurück. 2023 stieg die Männermannschaft in die 3. Liga auf, um ein Jahr später wieder abzusteigen.

### Erfolge
- 2. Platz Regionalliga Nordost, Aufstieg in die 3. Liga Nord
2009/2010
- 1. Platz Regionalliga Nordost, Aufstieg 2. Bundesliga
2003/2004
- 3× 2. Platz Regionalliga Nordost
1999/2000, 2000/2001, 2002/2003
- 4× 1. Platz Oberliga HVMV, Landesmeister Mecklenburg-Vorpommern
1991/1992, 1993/1994, 1995/1996, 1998/1999

## Nachwuchsarbeit
Der Handballstandort Ahlbeck ist Leistungsstützpunkt des Handballverbandes Mecklenburg-Vorpommern für die männliche Jugend. In den Reihen der Nachwuchsteams stehen zahlreiche Auswahlspieler. Aus dem Verein hervorgegangen sind der deutsche Nationalspieler Johannes Sellin und der polnische Nationalspieler Mateusz Zaremba.